# Отуазон
Отуазо́н (фр. Authoison) — коммуна во Франции, находится в регионе Франш-Конте. Департамент — Верхняя Сона. Входит в состав кантона Монбозон. Округ коммуны — Везуль.
Код INSEE коммуны — 70038.

## География
Коммуна расположена приблизительно в 320 км к юго-востоку от Парижа, в 30 км севернее Безансона, в 15 км к югу от Везуля.

## Население
Население коммуны на 2010 год составляло 288 человек.
| 1962 | 1968 | 1975 | 1982 | 1990 | 1999 | 2010 |
| ---- | ---- | ---- | ---- | ---- | ---- | ---- |
| 208  | 179  | 197  | 223  | 227  | 214  | 288  |

## Администрация
| Период | Период | Фамилия          | Партия | Примечания |
| ------ | ------ | ---------------- | ------ | ---------- |
| 2001   | 2008   | Жорж Лиоте       |        |            |
| 2008   | 2014   | Фредерик Таррапе |        |            |

## Экономика
В 2010 году среди 169 человек трудоспособного возраста (15—64 лет) 131 были экономически активными, 38 — неактивными (показатель активности — 77,5 %, в 1999 году было 66,2 %). Из 131 активных жителей работали 122 человека (63 мужчины и 59 женщин), безработных было 9 (5 мужчин и 4 женщины). Среди 38 неактивных 13 человек были учениками или студентами, 13 — пенсионерами, 12 были неактивными по другим причинам.